# (14850) Nagashimacho
(14850) Nagashimacho est un astéroïde de la ceinture principale.

## Description
(14850) Nagashimacho est un astéroïde de la ceinture principale. Il fut découvert le 29 août 1989 à Kitami par Kin Endate et Kazuro Watanabe. Il présente une orbite caractérisée par un demi-grand axe de 2,17 UA, une excentricité de 0,15 et une inclinaison de 2,8° par rapport à l'écliptique.

## Compléments